# Bruno Danero
Bruno Danero (Carloforte, 27 aprile 1878 – Vertoiba Inferiore, 20 agosto 1917) è stato un militare italiano insignito della medaglia d'oro al valor militare alla memoria nel corso della prima guerra mondiale.

## Biografia
Nacque a Carloforte, provincia di Cagliari,  il 27 aprile 1878, all'interno di una modesta famiglia di artigiani, figlio di Sebastiano e di Carolina Rombi. 
Frequentò la scuola elementare presso il suo paese natale e poi la scuola media inferiore e superiore a Cagliari, conseguendo nell'estate del 1915 il diploma di ragioniere. Per aiutare con il suo lavoro le condizioni economiche della famiglia, rinunciò alla borsa di studio che gli era stata assegnata dall'Università Commerciale Luigi Bocconi di Milano preferendo lavorare come impiegato, dapprima di un istituto bancario, e poi nella Capitaneria di porto di Carloforte. Al contempo svolse opera nel campo della preparazione civile nel locale Comitato di mobilitazione. Arruolato nel Regio Esercito per prestare servizio militare di leva nel novembre 1916 fu assegnato al 45º Reggimento fanteria con cui giunse in zona di operazioni nell'aprile 1917. Fu successivamente inviato a frequentare un corso per allievi ufficiali di complemento e, nominato aspirante, alla fine di giugno dello stesso anno passò in servizio alla 10ª Compagnia del 25º Reggimento fanteria della brigata Bergamo, in linea sul fronte del Carso. Costituiti in agosto i nuclei di arditi, presentò subito domanda per farne parte ed ebbe il comando del plotone del suo reggimento.
All’inizio dell'undicesima battaglia dell'Isonzo sull'altopiano della Bainsizza, ricevette l’ordine di prepararsi ad entrare in azione per aprire camminamenti e trincee attraverso il labirinto dei reticolati, in cui il suo reggimento doveva transitare per attaccare una munitissima posizione nemica sulla Vertoibizza, detta "il groviglio". Uscito dalla trincea e strisciando sul terreno, giunse sul reticolato nemico dove rimase ferito mentre cercava di oltrepassarlo, e nel tentativo di aprirsi un varco, incitando i suoi uomini a seguirlo, cadde colpito a morte sotto il fuoco concentrato della fucileria nemica. Non fu possibile recuperarne la salma perché il suo attendente, che cercò di farlo, rimase ucciso nel tentativo. Promosso postumo al grado di sottotenente, con Regio Decreto 23 ottobre 1921 gli fu conferita la medaglia d'oro al valor militare.